# Cu vărul Vinny nu-i de glumit!
Cu vărul Vinny nu-i de glumit! (titlu original: My Cousin Vinny) este un film american din 1992 regizat de Jonathan Lynn. Rolurile principale au fost interpretate de actorii Joe Pesci, Ralph Macchio, Marisa Tomei, Mitchell Whitfield, Lane Smith, Bruce McGill și Fred Gwynne. Marisa Tomei a cîștigat Premiul Oscar pentru cea mai bună actriță pentru rolul său din acest film. Aceasta a fost ultimul film în care a jucat Fred Gwynne înainte de moartea sa din 2 iulie 1993.

## Prezentare
În timp ce merg cu mașina prin fictivul Comitat Beechum din Alabama, doi studenți NYU și buni prieteni, Billy Gambini (Ralph Macchio) și Stan Rothenstein (Mitchell Whitfield), fură din greșeală o conservă în timp ce fac cumpărături într-un magazn din zonă. După ce pleacă din magazin, vânzătorul este împușcat mortal, iar Billy și Stan sunt arestați. Datorită unor dovezi circumstanțiale  și a unei serii de neînțelegeri în comunicare (ei recunosc că au furat conserva dar polițiștii cred că vorbesc despre crimă), Billy  este acuzat că l-au ucis pe vânzător și Stan este acuzat ca fiind complice la crimă. Billy și Stan iau legătura telefonic cu mama lui Billy care le spune că au un avocat în familie, pe vărul lor Vinny (Joe Pesci). Vincent LaGuardia Gambini vine în Comitatul Beechum însoțit de logodnica sa, Mona Lisa Vito (Marisa Tomei). Deși este dispus să ia cazul, Vinny este un avocat specializat în vătămări corporale din Brooklyn, New York, proaspăt admis în barou  după șase încercări și șase ani, neavând nicio experiență în sala de judecată.

## Distribuție
- Joe Pesci ca Vincent LaGuardia “Vinny” Gambini
- Marisa Tomei ca Mona Lisa Vito
- Ralph Macchio ca Bill Gambini
- Mitchell Whitfield ca Stan Rothenstein
- Fred Gwynne ca Judecător Chamberlain Haller (ultimul său rol)
- Lane Smith ca Jim Trotter III
- Bruce McGill ca Șerif Dean Farley
- Austin Pendleton ca John Gibbons
- Chris Ellis ca J.T.
- James Rebhorn ca George Wilbur
- Maury Chaykin ca Sam Tipton
- Paulene Myers - Constance Riley
- Raynor Scheine ca Ernie Crane
- Michael Simpson ca Neckbrace
- Lou Walker ca Grits Cook
- Kenny Jones ca Jimmy Willis

## Album
Pesci mai târziu a reinterpretat personajul Vincent LaGuardia Gambini pentru albumul său, Vincent LaGuardia Gambini Sings Just for You,  care conține piesa "Yo, Cousin Vinny". Pe coperta albumului apare Pesci într-un costum roșu similar cu cel purtat în film în sala de judecată (acel costum cumpărat după ce și-a murdărit de noroi primul costum).